# La Barre (Haute-Saône)
Pour les articles homonymes, voir La Barre.
La Barre est une commune française située dans le département de la Haute-Saône, en Franche-Comté, dans la région administrative Bourgogne-Franche-Comté.

## Géographie
La commune de La Barre est située sur la rive droite de la rivière l'Ognon et est limitrophe du département du Doubs.
Le village est installé sur une barre rocheuse, d'où son nom, qui a contraint l'Ognon à faire un méandre pour contourner l'obstacle en entourant ainsi le village.

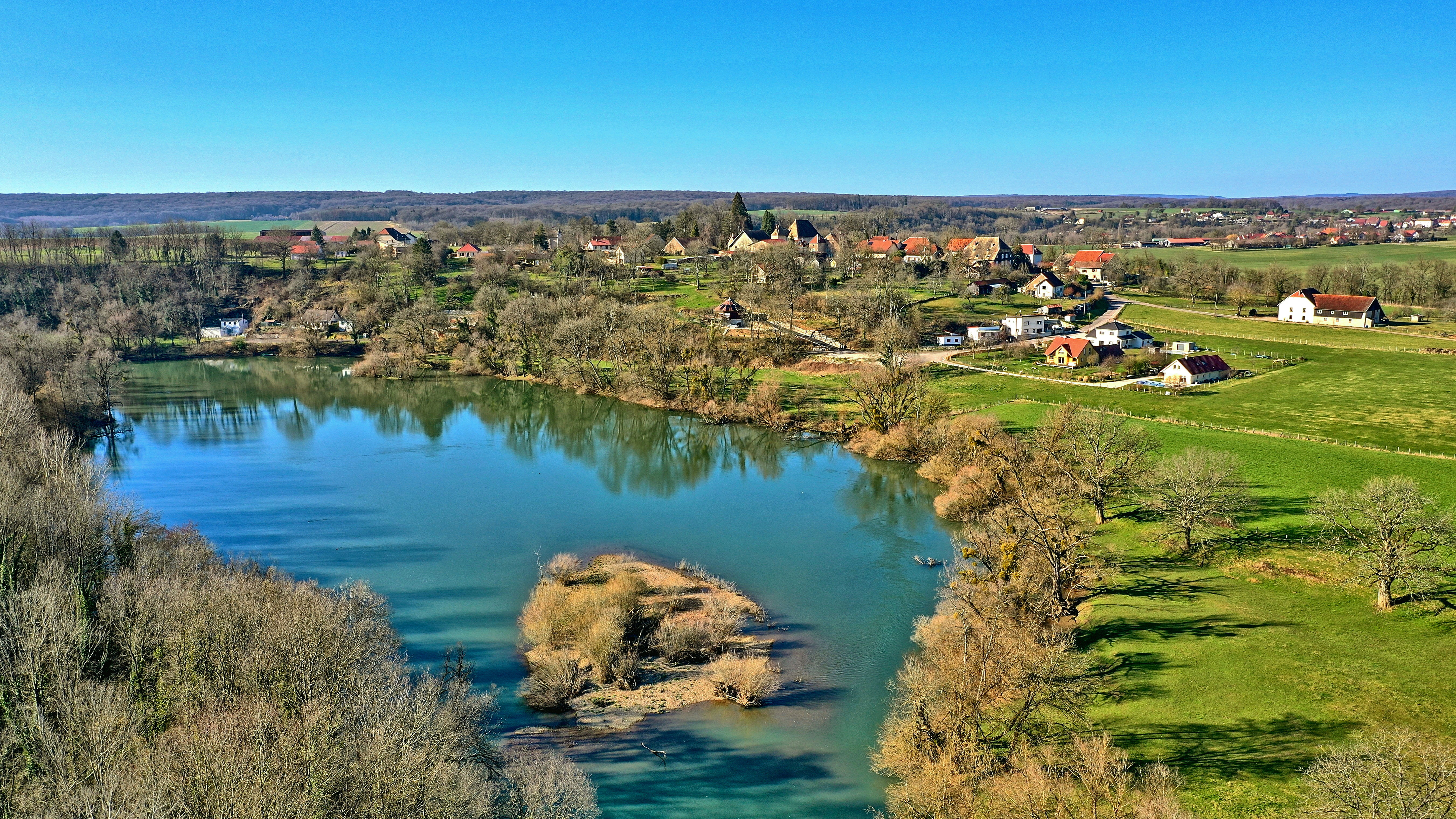
Le village au-dessus du méandre de l'Ognon.

### Climat
Pour des articles plus généraux, voir Climat de la Bourgogne-Franche-Comté et Climat de la Haute-Saône.
En 2010, le climat de la commune est de type climat des marges montargnardes, selon une étude du Centre national de la recherche scientifique s'appuyant sur une série de données couvrant la période 1971-2000. En 2020, Météo-France publie une typologie des climats de la France métropolitaine dans laquelle la commune est exposée à un climat semi-continental et est dans une zone de transition entre les régions climatiques « Lorraine, plateau de Langres, Morvan » et « Jura ». 
Pour la période 1971-2000, la température annuelle moyenne est de 10,7 °C, avec une amplitude thermique annuelle de 17,5 °C. Le cumul annuel moyen de précipitations est de 1 096 mm, avec 13 jours de précipitations en janvier et 9,8 jours en juillet. Pour la période 1991-2020, la température moyenne annuelle observée sur la station météorologique de Météo-France la plus proche, « Pouligney », sur la commune de Pouligney-Lusans à 9 km à vol d'oiseau, est de 10,9 °C et le cumul annuel moyen de précipitations est de 1 214,6 mm. 
La température maximale relevée sur cette station est de 40 °C, atteinte le 25 juillet 2019 ; la température minimale est de −23 °C, atteinte le 20 décembre 2009,,. 
Les paramètres climatiques de la commune ont été estimés pour le milieu du siècle (2041-2070) selon différents scénarios d'émission de gaz à effet de serre à partir des nouvelles projections climatiques de référence DRIAS-2020. Ils sont consultables sur un site dédié publié par Météo-France en novembre 2022.

## Urbanisme

### Typologie
Au 1er janvier 2024, La Barre est catégorisée commune rurale à habitat dispersé, selon la nouvelle grille communale de densité à sept niveaux définie par l'Insee en 2022.
Elle est située hors unité urbaine. Par ailleurs la commune fait partie de l'aire d'attraction de Besançon, dont elle est une commune de la couronne,. Cette aire, qui regroupe 310 communes, est catégorisée dans les aires de 200 000 à moins de 700 000 habitants,.

### Occupation des sols
L'occupation des sols de la commune, telle qu'elle ressort de la base de données européenne d’occupation biophysique des sols Corine Land Cover (CLC), est marquée par l'importance des territoires agricoles (77,4 % en 2018), une proportion identique à celle de 1990 (77,4 %). La répartition détaillée en 2018 est la suivante : 
terres arables (38,3 %), zones agricoles hétérogènes (20,8 %), forêts (20,3 %), prairies (18,3 %), eaux continentales (2,2 %). L'évolution de l’occupation des sols de la commune et de ses infrastructures peut être observée sur les différentes représentations cartographiques du territoire : la carte de Cassini (XVIIIe siècle), la carte d'état-major (1820-1866) et les cartes ou photos aériennes de l'IGN pour la période actuelle (1950 à aujourd'hui).

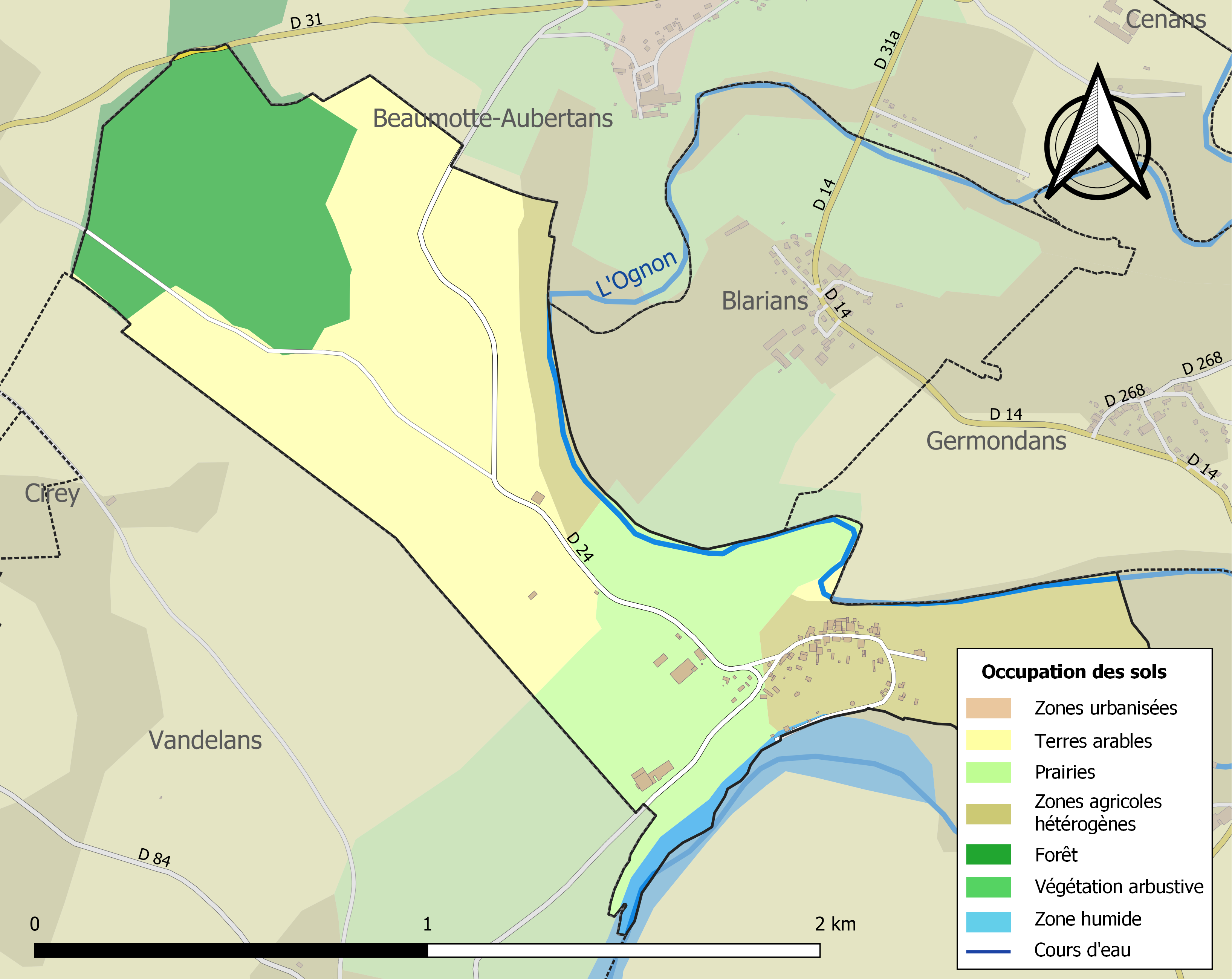
Carte des infrastructures et de l'occupation des sols de la commune en 2018 (CLC).

## Toponymie
En moyen français (1330-1500) Barre signifie « retranchement, clôture, barrière ».

Le mot Barre a également désigné en toponymie des éperons rocheux, (site naturel fortifié).
À rapprocher du gaulois *barr- qui a dû signifier « extrémité, sommet », de la  racine pré-indo-européenne *bar « hauteur, rocher ».
Baro ou Bàrro en occitan alpin a le sens de vire, « bande de terrain de forme allongée ».
En ancien occitan barra signifie « droit de circulation dont le produit est
affecté à l'entretien des routes et emplacement où se trouve l'habitation du
fermier levant le droit de barre ».

## Politique et administration

### Rattachements administratifs et électoraux
La commune fait partie de l'arrondissement de Vesoul du département de la Haute-Saône,  en région Bourgogne-Franche-Comté. Pour l'élection des députés, elle dépend de la deuxième circonscription de la Haute-Saône.
La Barre faisait partie depuis 1801 du canton de Montbozon. Dans le cadre du redécoupage cantonal de 2014 en France, la commune est rattachée au canton de Rioz.

### Intercommunalité
La Barre était membre de la communauté de communes du Pays de Montbozon, créée le 29 décembre 2000.
Dans le cadre de la mise en œuvre du schéma départemental de coopération intercommunale approuvé en décembre 2011 par le préfet de Haute-Saône, et qui prévoit notamment la fusion la fusion des communautés de communes du Pays de Montbozon et du Chanois, afin de former une nouvelle structure regroupant 27 communes et environ 6 500 habitants, la commune est membre depuis le 1er janvier 2014 de la communauté de communes du Pays de Montbozon et du Chanois.

### Liste des maires
| Période                                  | Période  | Identité                             | Étiquette | Qualité                                  |
| ---------------------------------------- | -------- | ------------------------------------ | --------- | ---------------------------------------- |
| Les données manquantes sont à compléter. |          |                                      |           |                                          |
| vers 1830                                |          | Frédéric Ignace Fournier de la Barre |           | Conseiller d'arrondissement de Montbozon |
| Les données manquantes sont à compléter. |          |                                      |           |                                          |
| vers 1860                                |          | François Fournier de la Barre        |           |                                          |
| Les données manquantes sont à compléter. |          |                                      |           |                                          |
| mars 2001                                | En cours | Bernard Pelcy                        |           | Réélu pour le mandat 2014-2020,          |

## Démographie
En 2022, La Barre comptait 99 habitants. À partir du XXIe siècle, les recensements réels des communes de moins de 10 000 habitants ont lieu tous les cinq ans. Les autres « recensements » sont des estimations.
| 1793 | 1800 | 1806 | 1821 | 1831 | 1836 | 1841 | 1846 | 1851 |
| ---- | ---- | ---- | ---- | ---- | ---- | ---- | ---- | ---- |
| 81   | 83   | 76   | 82   | 75   | 90   | 94   | 93   | 99   |

| 1856 | 1861 | 1866 | 1872 | 1876 | 1881 | 1886 | 1891 | 1896 |
| ---- | ---- | ---- | ---- | ---- | ---- | ---- | ---- | ---- |
| 109  | 86   | 94   | 71   | 83   | 83   | 80   | 82   | 68   |

| 1901 | 1906 | 1911 | 1921 | 1926 | 1931 | 1936 | 1946 | 1954 |
| ---- | ---- | ---- | ---- | ---- | ---- | ---- | ---- | ---- |
| 66   | 58   | 64   | 60   | 53   | 52   | 49   | 64   | 68   |

| 1962 | 1968 | 1975 | 1982 | 1990 | 1999 | 2004 | 2006 | 2009 |
| ---- | ---- | ---- | ---- | ---- | ---- | ---- | ---- | ---- |
| 73   | 62   | 49   | 63   | 51   | 61   | 80   | 96   | 105  |

| 2014 | 2019 | 2022 | - | - | - | - | - | - |
| ---- | ---- | ---- | - | - | - | - | - | - |
| 106  | 98   | 99   | - | - | - | - | - | - |

## Lieux et monuments

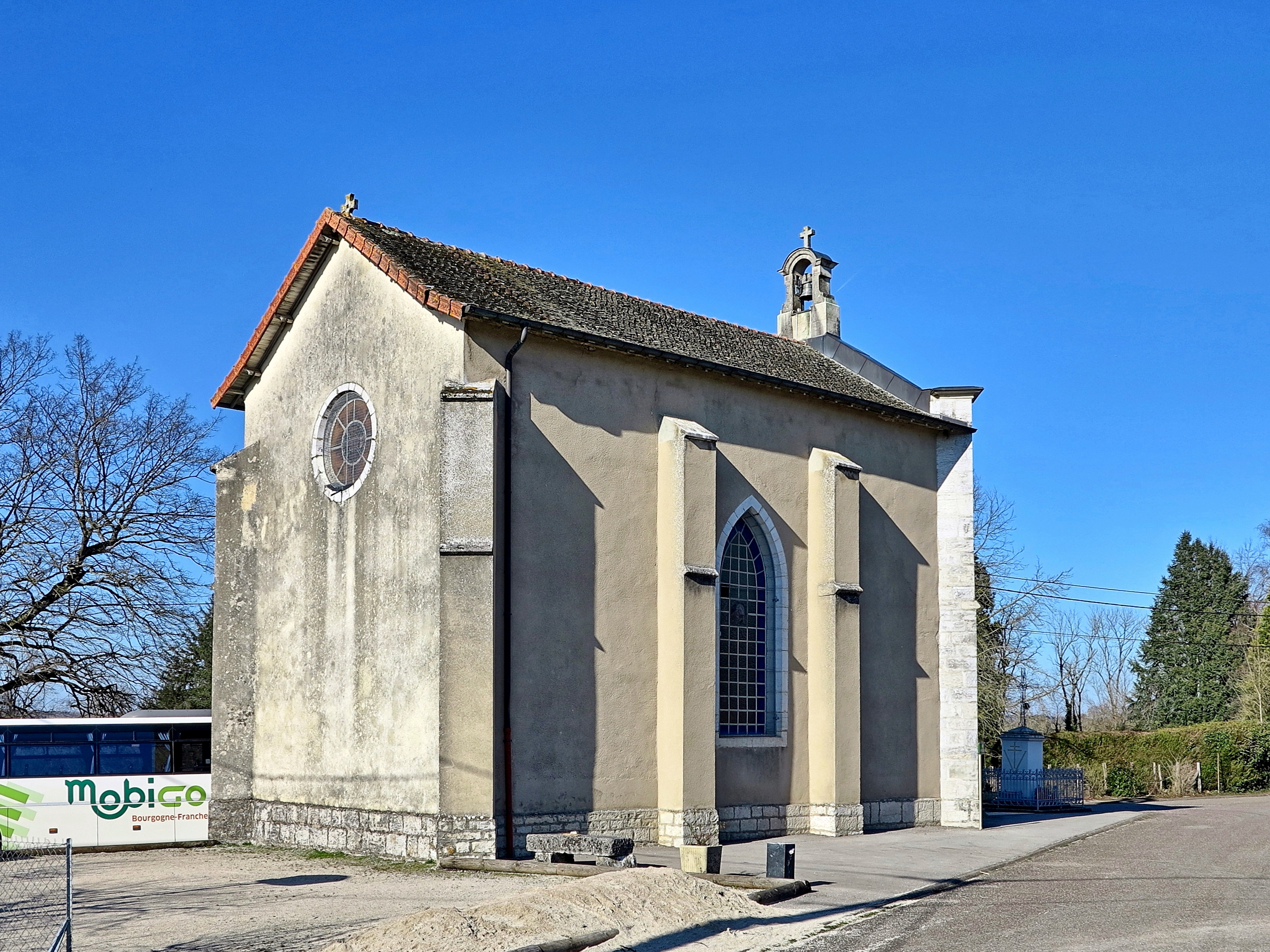
La chapelle.

La chapelle Sainte-Anne où se produit une fois par an la messe.

## Dans la culture populaire
Jean-Luc Picard, incarné par Patrick Stewart, personnage de la série Star Trek, est censé y naître le 13 juillet 2305. À ce titre, l'action de l'épisode "En famille" (saison 4, épisode 2) de la série Star Trek : La Nouvelle Génération s'y déroule en grande partie, ainsi que l'épisode "Toutes les bonnes choses..." (saison 7, épisode 25) où l'on voit le vignoble. On redécouvre une petite partie de la ville ainsi que du vignoble dans la nouvelle bande-annonce de la nouvelle série Star Trek: Picard, publiée le 23 mai 2019.